# Burschenschaft Vandalia Jena
Die Burschenschaft Vandalia zu Jena  war eine reformierte Studentenverbindung die unter Einfluss der frühen Jugendbewegung und der Lebensreformbewegung stand.

## Geschichte
Das Gründungsdatum der Vandalia ist der 1. Juli 1912. Im Jahr 1912 kam es zu Spannungen in der Jenaer Burschenschaft Cheruscia über die weitere Ausrichtung der Verbindung. Infolge dieser Streitigkeiten traten etliche Aktive aus dieser Verbindung aus und gründeten in Anlehnung an die Landsmannschaft Vandalia, einem Gründungsbund der Urburschenschaft, die Burschenschaft Vandalia. Als Farben wählte sich die junge Verbindung ein schwarz-rotes Band v.u. mit goldenem Rand. Auch dies ist auf die Farben der Urburschenschaft und im weiteren Sinn auf die Uniformen der Lützower Jäger zurückzuführen. Getragen wurde eine schwarze Mütze. Der Wahlspruch lautete: „Freiheit, Ehre, Vaterland!“
In der Festschrift zur Jahrhundertfeier auf dem Hohen Meißner wird ihr Bekenntnis zur Urburschenschaft wie folgt begründet:

„Wir wollen eine Lebensgemeinschaft von Studenten sein, die ihre Mitglieder im Geiste der alten Burschenschaft zu tüchtigen Bürgern des deutschen Vaterlandes erziehen will, deren Richtschnur in all ihrem Denken und Tun das Wohl, die Macht und die Größe unseres deutschen Volkes ist.“

Wie auch andere reformierte Studentenverbindungen stand die Vandalia dem vorherrschenden Trink- und Duellzwang kritisch bis ablehnend gegenüber. Diese ablehnende Haltung verschärfte sich bis zum Bundestag des burschenschaftlichen Dachverbandes Allgemeiner Deutscher Burschenbund (ADB) zu Pfingsten 1913 und die Vandalia zog ihr Aufnahmegesuch zurück. Stattdessen wandte man sich jugendbewegten und reformerischen Kreisen zu. Die Verbindung veranstaltete regelmäßige Turnstunden und Vortragsabende. Die Vandalen wanderten und schätzten ansonsten zwanglose Geselligkeit. Man gewährte allen Mitgliedern weitgehende Freiheiten und forderte lediglich „innere Wahrhaftigkeit“ und „sittliche Strenge“.
Die Vandalia war Mitbegründer der Freideutschen Jugend und Teilnehmerbund des Ersten Freideutschen Jugendtages auf dem Hohen Meißner im Oktober 1913. An diesem nahmen 7 aktive Vandalen teil. Auf einem Bundestreffen der Deutschen Akademischen Freischar im Anschluss des Festes auf der Burg Hanstein wurden die Verbindungen zur Freischar größer. Die Vandalia schloss sich ihr trotz innerer Zerwürfnisse als Freischar Jena II an.  Die verbliebene Aktivitas zog 1914 geschlossen ins Feld. Ein Aktivenleben fand mit und nach Kriegsausbruch nicht mehr statt.
Im WS 1923/24 trat der größte Teil des Restes der Vandalia, der inzwischen eine „Akademische Werkmannschaft“ und schließlich die „Akademisch wissenschaftliche Verbindung Wartburg“ gegründet hatte, wieder zur Cheruscia über. Diese fusionierte 1995 mit den Burschenschaften Neogermania und Sugambria Bonn zur Bonner Burschenschaft Germania.